# Ford Bronco Sport
Pour la version SUV sur base du pick-up, voir Ford Bronco.

La Ford Bronco Sport est un SUV compact vendu par Ford sous la plaque signalétique Ford Bronco,,. Il a été mis en vente aux côtés du Bronco châssis SUV, avec un style rétro et tout-terrain similaire dans une empreinte plus petite. Le Bronco Sport est basé sur la même plate-forme C2 qui étaye le Ford Escape,,.

## Caractéristiques techniques

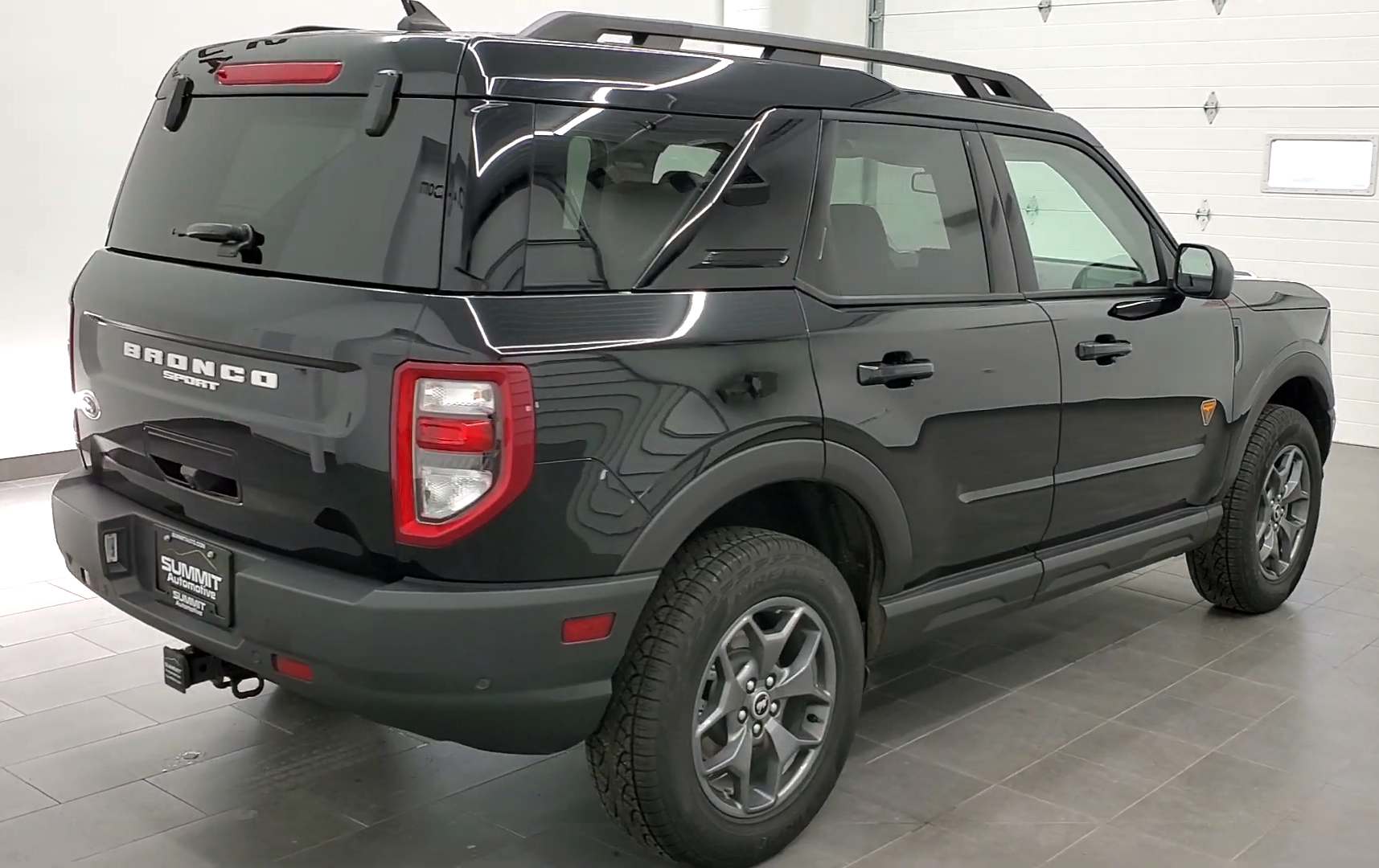
Vue arrière (Badlands)

### Moteur
Le Bronco Sport a deux options de moteur. Le moteur de base est un moteur trois cylindres en ligne EcoBoost turbocompressé de 1,5 litre développant 181 ch (184 PS; 135 kW) à 6 000 tr/min et 260 N m de couple à 3 000 tr/min. Il est également disponible avec un moteur quatre cylindres en ligne EcoBoost turbocompressé de 2,0 litres développant 245 ch (248 PS; 183 kW) à 6 000 tr/min et 373 N m de couple à 3 000 tr/min. Les deux moteurs sont accouplés à une transmission automatique à 8 rapports,.

### Système de traction intégrale
Le Bronco Sport est équipé d'un système de traction intégrale avec mode G.O.A.T (Goes Over Any Type of Terrain (passe sur tout type de terrain en Français)). Le mode G.O.A.T permet au conducteur de sélectionner différents terrains pour le système de traction intégrale. Le Bronco Sport a une suspension indépendante aux quatre roues. Seul le modèle BadLands a un différentiel arrière à double embrayage qui peut agir comme un blocage de différentiel arrière basé sur le système d'entraînement GK utilisé dans la Focus RS, et a une vectorisation du couple. Contrairement au Bronco, le Bronco Sport n'a pas de boîte de transfert bas de gamme. Au lieu d'avoir des butées avant traditionnelles, le modèle BadLands du Bronco Sport a des butées hydrauliques. Les modèles Base, BigBend et OuterBanks partagent le même système de traction intégrale que l'Escape avec une programmation exclusive pour une utilisation tout-terrain. Le Bronco Sport a une capacité de remorquage de 907 à 998 kg selon le moteur.
|                               | Base                                   | Avec les pneus optionnels de 29 pouces |
| ----------------------------- | -------------------------------------- | -------------------------------------- |
| Garde au sol                  | 198 mm (201 mm sur modèle Outer Banks) | 224 mm                                 |
| Angle d'approche              | 21,7°                                  | 30,4°                                  |
| Angle de rupture              | 18,2°                                  | 20,4°                                  |
| Angle de départ               | 30,4°                                  | 33,1°                                  |
| Passage à gué maximum         | 45 cm                                  | 59 cm                                  |
| Course de suspension maximale | 188 mm (avant); 206 mm (arrière)       |                                        |

## Versions
Pour le lancement, le Bronco Sport est disponible en 5 versions. Cependant, la version First Edition n'est limitée qu'à 2 000 unités pour le moment. Toutes les versions sont livrées de série avec le mode G.O.A.T, une vitre arrière rabattable et des projecteurs arrière dans le hayon. Le système d'infodivertissement de 20 cm avec SYNC 3 est de série sur toutes les versions.

### Base
Le modèle de base est équipé du moteur Ecoboost de 1,5 L. Il est livré avec des jantes en alliage argent étincelantes de 17 pouces. Il dispose d'un tableau de bord numérique de 10 cm.

### Big Bend
Le modèle Big Bend est équipé du moteur Ecoboost de 1,5 L. il est livré avec des roues en aluminium de 17 pouces. Il comprend un tableau de bord numérique de 10 cm et le système de navigation est facultatif.

### Outer Banks
Le modèle Outer Banks est équipé du moteur Ecoboost de 1,5 L. Il est livré avec des roues en aluminium de 18 pouces. Il dispose d'un tableau de bord numérique LCD de 17 cm et le système de navigation est facultatif. Un système audio Bang & Olufsen est en option.

### Badlands
Le modèle Badlands est équipé du moteur Ecoboost de 2,0 L. Il est livré avec des roues en aluminium de 17 pouces avec des pneus tout-terrain 225-65-17 ou 235/65 / R17 en option. Des jantes en alliage de 17 pouces à l'aspect "Steelies" sont disponibles en option. Il dispose d'un tableau de bord numérique LCD de 17 cm et le système de navigation est facultatif. Un système audio Bang & Olufsen est en option.

### First Edition
Le modèle First Edition est basé sur la finition Badlands et est livré avec le moteur Ecoboost de 2,0 L. il est livré avec des roues en aluminium de 17 pouces avec des pneus tout-terrain 235/65 / R17. Il dispose d'un tableau de bord numérique LCD de 17 cm et le système de navigation est standard. Un système audio Bang & Olufsen est standard. Ce modèle est limité à 2 000 unités et à partir du 31/07/2020 les réservations sont complètes.
En plus des options régulières, Ford propose également des offres groupées sur toutes les versions avec certains accessoires. Les quatre forfaits proposés sont: Bike, Camp, Snow, Water.